# Théodore de Lameth
Pour les articles homonymes, voir Lameth.

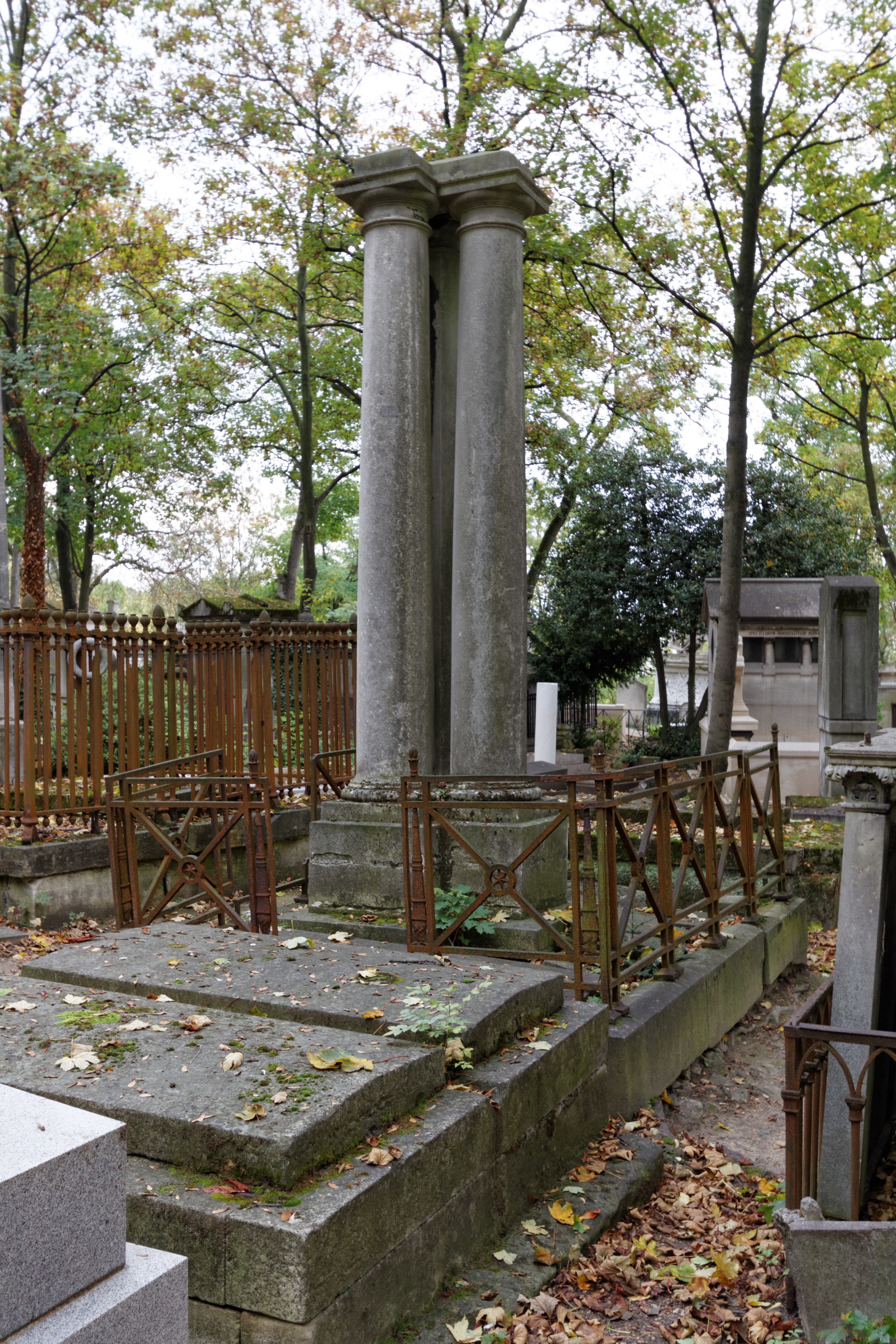
Tombe des frères Lameth au cimetière du Père-Lachaise.

Alexandre-Théodore-Victor de Lameth, dit Théodore de Lameth né à Paris, paroisse Saint Sulpice, le 24 juin 1756 et mort au château de Busagny (Osny, Val-d'Oise) le 19 octobre 1854, est un général et homme politique français.

## Biographie

### Famille
Théodore de Lameth est issu d'une très ancienne famille de noblesse d'épée dont l'origine connue remonte au XIIIe siècle. Antoine Ier de Lameth, premier écuyer de Charles le Téméraire, se mit au service du roi de France après la mort de ce dernier, en 1477. Il devint conseiller et chambellan de Louis XI. Il avait épousé, en 1460, Jacqueline d'Hénencourt. La seigneurie d'Hénencourt passa ainsi à la famille de Lameth.
Il est le fils de Louis Charles, comte de Lameth, mestre de camp d'un régiment de cavalerie de son nom, et de Marie-Thérèse de Broglie. Cette dernière est la fille de François Marie de Broglie, 1er duc de Broglie, maréchal de France.
Théodore de Lameth a deux frères puînés, Charles et Alexandre, et un frère aîné, Augustin.
Resté célibataire, il est sans descendance.

### Avant la Révolution
Comme ses frères, il a pour précepteur l'abbé Jean-Baptiste Massieu, futur conventionnel et régicide.
Il participe à la guerre d'Indépendance américaine et devient officier de marine[Quand ?]. À son retour en France, il devient colonel du  régiment de cavalerie Royal-Étranger.

### Sous la Révolution
D'une nature plus pondérée que ses frères, il se tient au début à l'écart de la Révolution. Malgré cela, il se fait élire député à l'Assemblée législative en 1791 par le département du Jura, où il siége à droite. Il défend de toutes ses forces la monarchie et il fait partie des sept députés qui votent contre la déclaration de guerre à l'Autriche en mars 1792. Il proteste contre les massacres de Septembre 1792. Il est relevé de son commandement de général le 1er février 1793. Décrété d'arrestation, Théodore de Lameth s'enfuit en Suisse.

### Sous le Consulat et le Premier Empire
Rentré en France après le Coup d'État du 18 brumaire an VIII ( 9 novembre 1799), il ne brigue aucune fonction, sauf son élection à la Chambre des Cent-Jours par le département de la Somme en 1815. 

### Sous la Restauration
Sous la Restauration, il reste à l'écart de toute vie politique.
Plus réaliste que ses deux jeunes frères, Théodore de Lameth comprit rapidement qu'en sapant la monarchie, la noblesse se condamnait elle-même à une mort politique certaine.
Il est enterré dans la 28e division du cimetière du Père-Lachaise.

### Ecrits
- Mémoires, publiés avec introduction et notes par Eugène Welvert, 1913, Paris, Fontemoing, XXIII-329 pages, lire en ligne
- Notes et Souvenirs, publiés par Eugène Welvert, 1914, Paris, Fontemoing, VI-445 pages ;
- Observations relatives à des notices qui se trouvent dans la biographie universelle sur ses frères Charles et Alexandre, 1843, Paris, 76 pages.